# Theta Aquarii
Pour les articles homonymes, voir Ancha.
Désignations
Theta Aquarii (en abrégé θ Aqr ; en français Thêta du Verseau) dans la Désignation de Bayer est une étoile de la constellation du Verseau. Elle porte le nom traditionnel Ancha.

## Nomenclature
Ancha est le nom propre pour Theta Aquarii / θ Aqr aujourd’hui approuvé par l’Union astronomique internationale (UAI). Contrairement aux apparences bien latines, ce nom porte la marque de la langue arabe. Quand Gérard de Crémone (ca. 1180) situe cette étoile in ancham dextram du Sagittaire, il ne fait que rendre le traducteur de Ptolémée al-Ḥağğāğ ibn Yūsuf ibn Maṭar (812) qui place l'étoile فؾ الورك الأيمنر fī l-warik al-ayman,. Richard Allen (1899), qui a vraisemblablement pris ancha dans le description de la situation de cette étoile dans les Tables alphonsines (éd. 1515) qu’il cite abondamment, le donne comme nom d’étoile, ce qui a déjà été fait avant lui. On trouve ainsi Ancha chez le huguenot berlinois Louis-Frédéric Ancillon (1785), lequel tient à préciser que ce nom est “arabisch” .

## Propriétés
Ancha est de type spectral G9 et a une magnitude apparente de +4,17. Ancha est à 191 années-lumière de la Terre. Puisqu'elle est proche de l'écliptique, elle peut être occultée par la Lune, ou très rarement par les planètes.